# Matija Pokrivka
Matija Pokrivka (Kutovi, Orahovica, 23. rujna 1923. - 26. lipnja 2010.) je umirovljeni hrvatski fotograf, slikar i putopisac, "legendarni kroničar nestajanja starog zagrebačkog predgrađa".

## Životopis
Rodio se u selu Kutovima kod Orahovice 1923. godine. Kao slikar je volio slikati na putovanjima. Zato je stekao naziv slikoputopisca. Nakon svakog njegovog putovanja su nastajali crteži mlinova na Savi, istarskih krajobraza ili starinskoga načina života koji je polako nestajao. Omiljena tema su mu bili mostovi, mlinovi, vodenice, suvare i vjetrenjače, niske i derutne obiteljske kućice u Zagrebu.
Kod gradskih motiva, oslikao je 1960-e i 1970-e, kad je Zagreb ubrzano rastao i gutao "mala
trešnjevačka dvorišta i pomno obrađivane gredice". Te susrete starog i novog Zagreba je oslikao u motivima sićušnih kućica "pognutih ispod divovskih nebodera".
U Domovinskom ratu je bio pripadnikom Zbora narodne garde. Bio je u jedinici za posebne namjene. 
Broj Glasa Trešnjevke od 2010. godine je posvećen njemu, čijim je crtežima ilustriran.

## Djela
- "Mojom Slavonijom" (pisac i ilustrator)
- "Zagrebački trolist"
- "Mlinovi u Hrvata - žrvnjevi, vodenice, suvare i vjetrenjače", 2004.
- "Stari i novi Zagreb", 2004.
- "Mostovi - skakalice, brve i mostovi", 2004.
- "Srčika / Martin Jakšić", 2009. Matija Pokrivka je autor drugog dijela knjige. Ondje je izložio seriju slika na temu "Mostovi i ćuprijice" čineći slavonsku cjelinu.[4]

## Vanjske poveznice
- Cerovac komentira Slikar Matija Pokrivka
- Markusevec  Arhivirana inačica izvorne stranice od 23. srpnja 2011. (Wayback Machine) Ferenčakov mlin na grafici slikara Matije Pokrivka, Mlin Ročići na grafici slikara Matije Pokrivka
- Istrianet Matija Pokrivka: Istarske vodenice